# Зюйдтироль (футбольный клуб)
«Зюйдтироль» — итальянский футбольный клуб из города Больцано, выступающий в Серии B, втором по силе дивизионе чемпионата Италии. Основан в 1974 году. Домашние матчи проводит на арене «Стадио Друсо», вмещающем 5539 зрителей. «Зюйдтироль» никогда в своей истории не поднимался в Серию A. В сезоне 2022/23 «Зюйдтироль» впервые вышел в Серию B.

## Достижения
- Серия C
  - Победитель: 2021/22
- Второй дивизион Профессиональной лиги
  - Победитель: 2009/10

## Форма

### Домашняя
| 2020/21 | 2021/22 | 2022/23 | 2023/24 | 2024/25 |

### Гостевая
| 2020/21 | 2021/22 | 2022/23 | 2023/24 | 2024/25 |

### Резервная
| 2020/21 | 2024/25 |

Источники:,